# Fairview (Montana)
Fairview – miasto w Stanach Zjednoczonych, w stanie Montana, w hrabstwie Richland.